# G7 (物联网科技公司)
G7是一家物联网科技公司，公路物流产业的连接平台，2010年在北京成立。截止2020年G7拥有超过1500名员工，已完成C+轮融资，由淡马锡领投，钟鼎创投、国开金融投、普洛斯投、腾讯投。